# Squad Battle
Das Squad Battle ist ein Turnier im Beachvolleyball, in denen Viererteams neben dem üblichen Spiel zwei gegen zwei auch im Fourman-Format gegeneinander antreten. Die erste Ausgabe fand vom 20. bis 24. Mai 2021 im Arena-Park vor der Merkur Spiel-Arena in Düsseldorf statt.  Veranstalter ist das Team des Online-Sportsenders Trops4 um die Beachvolleyballer Alexander Walkenhorst und Daniel Wernitz.

## Modus
Eine Squad besteht aus vier Spielern. Die beiden Teams einer Squad treten gegen die Teams der anderen Squads an. Hinzu kommen Fourman-Spiele, bei denen die Teams mit vier gegen vier gegeneinander treten. Für einen Sieg im Zwei-gegen-zwei-Duell gibt es zwei Punkte, für einen Sieg im Fourman vier Punkte. Die Squad mit den meisten Punkten in der Gesamtwertung gewinnt das Turnier.

## Teilnehmer
Folgende Spieler traten in den vier Squads an.
- Tectake Squad
  - Manuel Harms / Richard Peemüller
  - Bennet Poniewaz1 / David Poniewaz
- Urban Sports Club Squad2
  - Max Betzien / Dirk Westphal
  - Jannik Kühlborn / Eric Stadie
- Warsteiner Squad
  - Jonas Reinhardt / Milan Sievers
  - Georg Wolf1 / Peter Wolf
- Zurich Squad
  - Alexander Walkenhorst / Sven Winter
  - Julian Hörl / Laurenz Leitner

1 Bennet Poniewaz und Georg Wolf wurden ab dem Abend des vierten Tages verletzungsbedingt von Manuel Lohmann bzw. Rudy Schneider ersetzt.
2 Mio Wüst gehörte als Ersatzspieler zu dieser Squad.

## Spielplan
| 20. Mai | Hörl / Leitner            | Reinhardt / Sievers       | 2:0 |
|         | Walkenhorst / Winter      | G. Wolf / P. Wolf         | 2:0 |
|         | Harms / Peemüller         | Kühlborn / Stadie         | 0:2 |
|         | B. Poniewaz / D. Poniewaz | Betzien / Westphal        | 1:2 |
|         | Warsteiner Squad          | Zurich Squad              | 2:1 |
|         | Tectake Squad             | Urban Sports Club Squad   | 1:2 |
| 21. Mai | Hörl / Leitner            | Harms / Peemüller         | 2:1 |
|         | Reinhardt / Sievers       | Betzien / Westphal        | 2:1 |
|         | Walkenhorst / Winter      | B. Poniewaz / D. Poniewaz | 0:2 |
|         | G. Wolf / P. Wolf         | Kühlborn / Stadie         | 0:2 |
|         | Reinhardt / Sievers       | Harms / Peemüller         | 2:1 |
|         | Walkenhorst / Winter      | Westphal / Wüst           | 2:0 |
| 22. Mai | B. Poniewaz / D. Poniewaz | Kühlborn / Stadie         | 2:0 |
|         | Hörl / Leitner            | G. Wolf / P. Wolf         | 0:2 |
|         | Walkenhorst / Winter      | Reinhardt / Sievers       | 2:0 |
|         | Harms / Peemüller         | Westphal / Wüst           | 0:2 |
|         | Hörl / Leitner            | Kühlborn / Stadie         | 2:0 |
|         | G. Wolf / P. Wolf         | B. Poniewaz / D. Poniewaz | 0:2 |
| 23. Mai | Walkenhorst / Winter      | Harms / Peemüller         | 2:0 |
|         | Hörl / Leitner            | B. Poniewaz / D. Poniewaz | 2:0 |
|         | Reinhardt / Sievers       | Kühlborn / Stadie         | 2:0 |
|         | G. Wolf / P. Wolf         | Westphal / Wüst           | 2:0 |
|         | Zurich Squad              | Tectake Squad             | 2:0 |
|         | Warsteiner Squad          | Urban Sports Club Squad   | 0:2 |
| 24. Mai | Lohmann / P. Wolf         | Harms / Peemüller         | 1:2 |
|         | Reinhardt / Sievers       | D. Poniewaz / Schneider   | 2:0 |
|         | Walkenhorst / Winter      | Kühlborn / Stadie         | 2:0 |
|         | Hörl / Leitner            | Westphal / Wüst           | 2:0 |
|         | Warsteiner Squad          | Tectake Squad             | 2:0 |
|         | Zurich Squad              | Urban Sports Club Squad   | 2:1 |

## Tabelle
|    | Squad                   | Anz. Spiele | Punkte | Sätze |
| -- | ----------------------- | ----------- | ------ | ----- |
| 1. | Zurich Squad            | 15          | 28     | 25:8  |
| 2. | Urban Sports Club Squad | 15          | 18     | 16:18 |
| 3. | Warsteiner Squad        | 15          | 18     | 15:19 |
| 4. | Tectake Squad           | 15          | 8      | 12:23 |

## Medien
Alle Spiele werden als Livestream im Kanal Trops4 auf der Online-Plattform Twitch in HD-Qualität und mit Live-Moderation übertragen.